# جنگ‌های اشکانیان و یونانی باختری‌ها
جنگ‌های اشکانیان و یونانی باختری‌ها، به سلسله نبردهایی که در نتیجه حمله مهرداد یکم اشکانی به پادشاهی یونانی باختری در سال ۱۵۰ پیش از میلاد به وقوع پیوست اشاره دارد، این نبردها با پیروزی اشکانیان به پایان رسید. این مجموعه جنگ‌ها پادشاهی یونانی باختری را بسیار تضعیف و در معرض حملات عشایر و شورش‌های داخلی قرار داد و در نهایت منجر به ظهور شاهنشاهی کوشان شد.